# Jasper (Indiana)

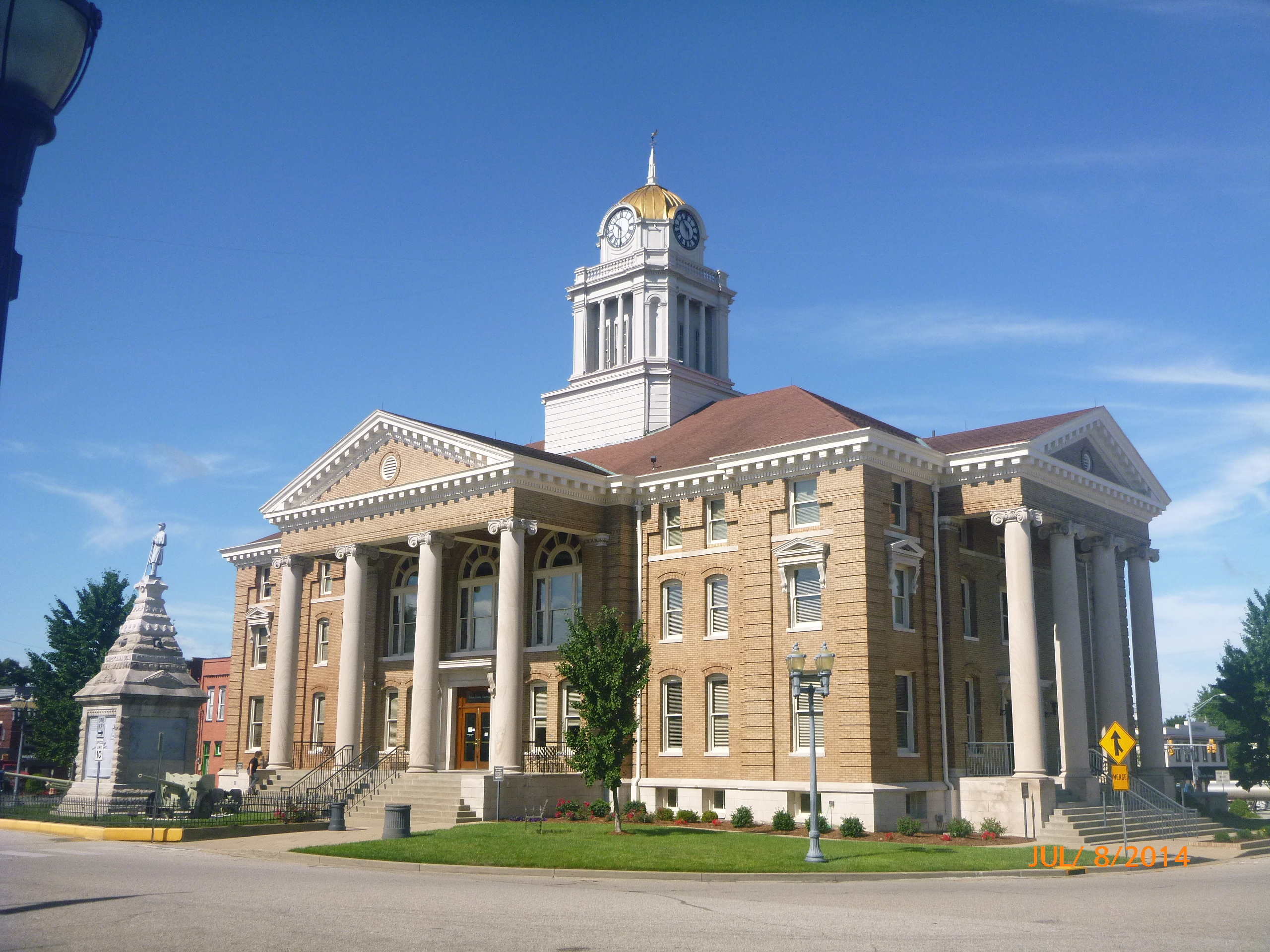
Dubois County Gerechtsgebouw

Jasper is een plaats (city) in de Amerikaanse staat Indiana, en valt bestuurlijk gezien onder Dubois County.

## Demografie
Bij de volkstelling in 2000 werd het aantal inwoners vastgesteld op 12.100.
In 2006 is het aantal inwoners door het United States Census Bureau geschat op 13.976, een stijging van 1876 (15.5%).

## Geografie
Volgens het United States Census Bureau beslaat de plaats een oppervlakte van
24,0 km², waarvan 23,9 km² land en 0,1 km² water. Jasper ligt op ongeveer 142 m boven zeeniveau.

## Plaatsen in de nabije omgeving
De onderstaande figuur toont nabijgelegen plaatsen in een straal van 24 km rond Jasper.